# Как песчинки
«Как песчинки» (яп. 渚のシンドバード нагиса но синдобаддо, «Синдбад с берега моря») — японский фильм 1995 года режиссёра и сценариста Рёсукэ Хасигути в жанре подростковой гей-драмы. Одну из главных ролей сыграла Аюми Хамасаки, которая впоследствии стала одной из самых успешных исполнительниц в истории японской поп-музыки.
В 1996 году фильм был показан на Международном кинофестивале в Торонто. Картина стала лауреатом премии «Майнити» за лучший сценарий (1996), была удостоена премии «Тигр» в рамках Роттердамского кинофестиваля (1997) и победила в номинации «лучший полнометражный фильм» на Международном ЛГБТ-кинофестивале в Турине, Италия.

## Сюжет
Застенчивый 17-летний парень по имени Сюдзи испытывает сексуальное влечение к своему однокласснику Хироюки. Два мальчика — близкие друзья, но последний не догадывается о внутренних чувствах друга. Они проводят свободное время вместе, а также с одноклассником Тору, который скрывает свою чувственную натуру за эксцентричным поведением.
В их классе появляется новая ученица, — Касанэ, проявляющая отчуждённость ко всем окружающим. Она и Сюдзи посещают одного и того же психолога: Касанэ проходит терапию после изнасилования в предыдущей школе, а Сюдзи — по настоянию отца с целью лечения гомосексуальности. Касанэ, раскрыв секрет Сюдзи, сперва насмехается над ним, но позже проникается к нему сочувствием.
Когда весь класс узнаёт, что Сюдзи — гей, Хироюки встает на его защиту. После чего Сюдзи открыто признаётся в любви к другу и просит его о поцелуе, на что Хироюки в конце концов соглашается. Со временем Хироюки и Касанэ проникаются взаимной симпатией, образуя вместе с Сюдзи любовный треугольник.

## В ролях
| Актёр            | Роль          |
| ---------------- | ------------- |
| Ёсинори Окада    | Сюдзи Ито     |
| Кота Кусано      | Хироюки Ёсида |
| Аюми Хамасаки    | Касанэ Аихара |
| Куми Такада      | Аяко Симидзу  |
| Кодзи Ямагути    | Тору Канбара  |
| Сидзука Исами    | Рика Мацуо    |
| Кунио Мураи      | отец Сюдзи    |
| Тосиэ Нэгиси     | мисс Нэдзу    |
| Ямако Ямагути    | мисс Ёсида    |
| Тихару Исикава   | Норико Ёсида  |
| Чо Банхо         | учитель       |
| Ёсихико Хакамада | Фудзита       |
| Рёсукэ Хасигути  | учитель       |

## Награды
- Премия «Майнити» в номинации «Лучший сценарий» (1996)[3].
- Премия «Тигр» в рамках Роттердамского кинофестиваля (1996)[3].
- Премия Международного ЛГБТ-кинофестиваля в Турине в номинации «Лучший полнометражный фильм» (1997)[3]